# 黃金如
黃金如（1932年1月2日—2019年12月18日），字翼典，是臺北市議會第五屆至第七屆議員，中國國民黨籍，生於中華民國福建省永春縣梅林村。
黃金如出身福建，於民國34年臺灣光復後隨國民黨來臺擔任警察工作，從警期間十八年。民國53年升任臺北市延平分局刑事組長，任內連續破獲兩件跨國販毒集團，獲頒警察勳章與模範警察之殊榮。隨後辭警職轉入商界，先後創立砂石廠、混凝土廠、建設公司、歌劇院等十多家公司。
民國74年時參選臺北市議員，成功當選並連任兩次後退休。